# Tetraselmis suecica
Espèce
Synonymes
- Platymonas suecica Kylin, 1935[2]

Tetraselmis suecica est une espèce de microalgues vertes de l'ordre des Chlorodendrales. 
C’est un organisme flagellé se divisant par bipartition. Elle est utilisée dans les couveuses afin de nourrir des mollusques bivalves, larves des crevettes « penaeid » et rotifères. 

## Propriétés
Tetraselmis suecica est un organisme halophile pouvant supporter des concentrations entre 3 et 70 %. Les espèces du genre Tetraselmis sont sensibles à trois grands facteurs : la turbidité, la proportion de carbone organique total (TOC) et la salinité. La salinité n’a cependant pas d’effet significatif sur la production d’acide gras mais affecte la biosynthèse spécifique des acides gras. 

## Système de résistance et production d’antioxydants
Tetraselmis suecica possède un système antioxydant et une capacité à augmenter les enzymes de défenses contre les espèces actives de l’oxygène tels que la superoxyde dismutase ou le glutathion lorsque les cellules sont soumises à un champ UV-B (responsable de l’auto vieillissement de la peau entre autres). Elle a de plus la capacité de produire des métabolites secondaires antioxydants tels que le β-carotène et l’α-tocophérol,. L’irradiation (100-300 nm), la teneur en acide salicylique et la teneur en nitrate permettent une forte hausse le β-carotène et l’α-tocophérol,.

## Utilisation en aquaculture
Tetraselmis suecica est utilisé pour remplacer une alimentation protéique d’origine animale notamment en aquaculture. Cependant une diminution de la digestibilité de 5 à 10 % par rapport au contrôle et une pigmentation orangée du poisson peut être observée (dû à l’assimilation des β-carotènes).

## Traitement de l’air
Les espèces du genre Tetraselmis ont aussi la capacité d’assimiler le dioxyde de carbone par un mécanisme photosynthétique dans un contexte industriel afin de diminuer les rejets de CO2 et préserver notre écosystème. Leur capacité à croître en milieu soufré (37% de CO2 réduit) les rend adéquates dans le traitement des flux gazeux de CO2 des centrales à charbon.